# マヤーのウシル
マヤーのウシルは沖縄県の薬膳・郷土料理。マヤーとは猫を意味する方言で、文字通り「猫のお汁」である。
皮を剥いだ猫の肉を一口大に切って鍋に入れ、泡盛をもみこんで火にかけ、出汁を加えて中火で煮る。よく灰汁をとり、肉に火が通ったらイーチョバ（ウイキョウ）かフーチバ（ニシヨモギ）の葉を刻んで加え、やわらかくなったら塩または味噌で味をととのえ、仕上げに紅花油を少々入れて火を止める。味は鶏肉のようだという。肋膜炎、気管支炎、肺病、痔に効果があるとされる。
日本本土とは異なり、沖縄では比較的近年まで犬猫を食用としていた。これは中国の薬食同源、同物同治といった思想の影響によって、体に良い「シンジムン」として信じられてきたという背景がある。